# Décès en août 1968
Décès
- 1964
- 1965
- 1966
- 1967
- 1968
- 1969
- 1970
- 1971
- 1972

Pour une information complémentaire, voir la page d'aide.

| Date    | Nom              | Pays                 | Activités                                                      | Âge | Source |
| ------- | ---------------- | -------------------- | -------------------------------------------------------------- | --- | ------ |
| 10 août | Gabriel Hanot    | Drapeau de la France | Footballeur international français, sélectionneur de son pays. | 78  |        |
| 14 août | Olivier Maurault | Drapeau du Canada    | Historien et prêtre canadien.                                  | 82  |        |